# 神奈川県立衛生看護専門学校
神奈川県立衛生看護専門学校（かながわけんりつえいせいかんごせんもんがっこう）とは、神奈川県横浜市中区にある看護師を養成している公立の看護専門学校。

## 概要
助産師学科、看護学科（3年制課程）の2つの学科を持つ看護専門学校。2006年に運営形態を神奈川県立県営（神奈川県・保健福祉局の出先機関のひとつとして構成）とし、教務部門を神奈川県医師会が受託するという形態へ改編した。

## 沿革
- 1965年（昭和40年）4月 - 神奈川県医師会准看護婦学校として開設。学生定員120名。
- 1966年（昭和41年）4月 - 神奈川県医師会看護婦学校(2年課程夜間定時制、定員90名)、同助産婦学校(定員20名) 増設。
- 1966年（昭和41年）4月 - 「神奈川県医師会衛生学院」と改称。准看護学科を定員240名へ増員。
- 1968年（昭和43年）7月 - 県有医師会運営へ移行し、「神奈川県衛生学院」へと改称。
- 1971年（昭和46年）4月 - 第一看護学科(3年課程、定員120名)を増設。
- 1971年（昭和46年）4月 - 従来の看護婦学科（2年課程夜間定時制）を第二看護学科へ改編。
- 1976年（昭和51年）4月 - 助産婦学科定員20名を40名に変更。
- 1979年（昭和54年）4月 - 県立医師会運営へ移行し、「神奈川県衛生看護専門学校」へと改称。
- 1988年（昭和63年）4月 - 第一看護学科の定員150名を300名に変更。
- 1995年（平成7年）6月 - 創立30周年記念式典を開催。
- 1995年（平成7年） - 専門士の称号が付与できる専修学校の専門課程として認可。
- 2002年（平成14年）3月 - 保健師助産師看護師法の施行（旧保健婦助産婦看護婦法）により男女ともに「看護師」という名称に統一された。
- 2002年（平成14年）4月 - 第一看護学科の定員300名を240名に変更。
- 2003年（平成15年）4月 - 第二看護学科を昼間定時制から全日制に変更。同時に、定員を90名から80名へ変更。
- 2003年（平成15年）4月 - 准看護学科の定員を160名から80名へ変更。
- 2005年（平成17年）7月 - 創立40周年記念式典を開催。
- 2006年（平成18年）4月 - 県立県営へ移行し、「神奈川県立衛生看護専門学校」へと改称。
- 2013年（平成25年）4月 - 准看護学科の平成26年度以降の募集を停止。
- 2014年（平成26年）4月 - 第一看護学科の入学定員を80人から120人に増員。
- 2022年（令和4年）3月 - 第二看護学科を廃止。
- 2022年（令和4年）4月 - 第一看護学科を看護学科に改称する。

## 設置学科
- 助産師学科
- 看護学科

廃止された学科
- 医療専門課程 第二看護学科（2年制課程）（令和4年3月閉科）
- 高等課程 准看護学科（平成27年3月閉科）

## 取得できる資格・免許状
看護学科
- 看護師 国家試験受験資格
- 保健師・助産師の養成機関受験資格
- 養護教諭免許一種の養成機関（看護系）受験資格
- 専門士（医療専門課程）の称号[1]
- 四年制大学編入学受験資格

准看護師学科（准看護師課程）
- 都道府県准看護師資格試験受験資格
- 看護専門学校（看護師２年制課程）入学試験受験資格

## 交通アクセス
- JR根岸線　
  - 根岸駅から徒歩10分程度。